# Глушко Сергій Віталійович
Сергій Віталійович Глушко (рос. Сергей Витальевич Глушко; 8 березня 1970, Мирний, Архангельська область, СРСР) — радянський і російський актор, співак, бодібілдер і стриптизер. Найбільших успіхів у країнах колишнього СРСР досяг як стриптизер під псевдонімом Тарзан. Підтримує путінський режим та війну Росії проти України. З 7 січня 2023 року перебуває під санкціями РНБО за антиукраїнську діяльність.

## Життєпис
Народився 8 березня 1970 року в місті Мирний Архангельської області.
Батько — Віталій Григорович Глушко — військовий, служив на космодромі «Плесецьк», згодом дослужився до підполковника.
Мама — Ніна Тимофіївна Глушко — народилася в Білорусі, працювала в НДІ «Новатор» у ВТК. Батьки зіграли весілля 27 липня 1962 року. Батьки живуть у Мінську.
Старший брат — Олександр Віталійович Глушко (нар. 21 серпня 1965) — інженер-механік, будівельник, живе в Москві.
З п'ятого класу займався лижним спортом у тренера Василя Чуракова, мав перший розряд з лижних гонок. У дев'ятому класі він написав пісню про рідне місто.
Підлітком виступав солістом у музичній групі «Фортуна», яка за пісню «Місто білих ночей і засніжених весен» отримала приз глядацьких симпатій на конкурсі «Весняні голоси» міста Мирного в 1987 році.
Наслідуючи батька, вступив до Військового інженерного інституту імені А. Ф. Можайського.
Виш закінчив з відзнакою і, отримавши звання лейтенанта, рік прослужив інженером відділення, за відмінну службу був призначений на капітанську посаду — начальника відділення, дослужився до старшого лейтенанта, всього 3 роки служив на космодромі «Плесецьк» з 1992 року по 1995 рік, стільки ж тривав і перший шлюб Сергія Глушко.
Отримав однокімнатну квартирку від космодрому, зробив ремонт, намалював картини і прикрасив ними стіни, але внаслідок поганого забезпечення військовослужбовців в той час змушений був підробляти: торгував, працював закликальником у магазині. У результаті сім'я розпалася, квартиру Сергій Глушко залишив колишній дружині.
Після розлучення в середині 1990-х років поїхав у Москву вчитися на бізнесмена, вступив до Академії міжнародного бізнесу, де, складаючи заліки та іспити, вчився не більше року, приїхавши на захист диплома, виявив, що інститут закритий, а організатори забрали всі гроші і зникли. Був змушений залишитися в Москві й почати шукати роботу. Щоб вижити, спочатку працював у Балашисі охоронцем. Закінчив курси страхового агента, навчався на курсах англійської розмовної мови, працював охоронцем у Підмосков'ї, менеджером в меблевій фірмі, адміністратором у салоні у Сергія Звєрєва. Випадково потрапив у модельний бізнес. Маючи зріст 186 см, став освоювати модельний бізнес, знімався в рекламних кліпах, у тому числі в кліпі групи «Білий орел» на пісню «Тому що не можна бути на світі красивою такою». Грав у виставі «Покриття для підлоги», дістав пропозицію стати стриптизером.

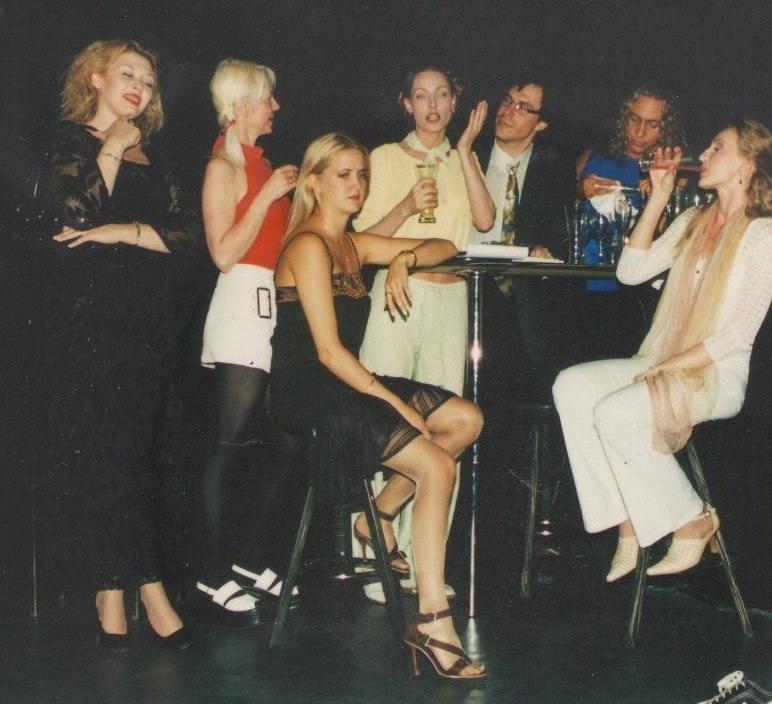
Сергій Глушко у складі артистів Театр.doc на фестивалі сучасного мистецтва «Травневі читання» в Тольятті

У 1997 році працював стриптизером у нічному клубі «Hungry Duck», там же танцював і Тимофій Пронькін, майбутній учасник групи «Hi-Fi». Через п'ять років роботи Тарзана (тепер це був його псевдонім) стали запрошувати на виступи відомі артисти.
Закінчив Російську академію театрального мистецтва, акторське відділення.

### Бізнес
У жовтні 2015 року відкрив маленький фітнес-клуб у районі Смоленського бульвару в центрі Москви під назвою «Tarzan Private Gym», де могли займатися одночасно тільки 2 людини. У нього в залі тренувалися: Марія Захарова, Сергій Рост і Карина Звєрєва та інші.
У червні 2020 року Сергій Глушко і Наташа Корольова заявили, що їхній бізнес серйозно постраждав через пандемію коронавірусу, в результаті чого вони прийняли рішення назавжди закрити салон краси і спортзал.

## Родина
- Перша дружина (1992—1997) — Олена Переведенцева (нар. листопад 1973, Рига) — військовослужбовець, служить на космодромі в Плесецьку, народилася в сім'ї військового, в дитинстві переїхала з батьками на космодром у Мирний, після розлучення з Сергієм Глушком через місяць вийшла вдруге заміж, згодом вийшла заміж утретє, народила доньку в 2001 році[9].
- З 2001 року почав жити разом зі співачкою Наташею Корольовою (нар. 31 травня 1973), офіційно оформили стосунки 21 серпня 2003 року. Здійснював адюльтер[19].
  - Син: Архип Сергійович Глушко (нар. 19 лютого 2002) — названий на честь прадіда Архипа Поривая, при народженні носив прізвище Поривай[20], в 2018 році заспівав з матір'ю пісню «Віриш чи ні», в 2020 році заспівав пісню «Пляшка вина» під псевдонімом Архип Грек.[21].

## Санкції
Сергій  Глушко підтримав військове вторгнення Росії в Україну у публічних заявах, соціальних мережах.
6 січня 2023 року доданий до санкційного списку України.

## Творчість

### Книги
- 2010 — «Культ тіла» ISBN 978-5-17-061699-2

### Ролі в театрі
- «Іствікські відьми»[24]
- «Покриття для підлоги»
- «Заповіт цнотливого бабія»
- «Нареченого викликали, дівчатка?»
- «Неймовірний подарунок»
- «Любов без правил»
- «Цезар і Клеопатра»
- «Наш тато клоун»
- «Сімейна фотографія»
- «Убий мене, кохана»
- «Зоряний лайнер»[25]

### Пісні
- «Ты мне веришь или нет» на YouTube (дует з Н. Корольовою).
- «Не забуду» на YouTube (дует з Н. Корольовою).
- «Без тебя» на YouTube (дует з Н. Корольовою).
- Рай там, де ти (дует з Н. Корольовою).
- Точнісінько (дует з Н. Корольовою).
- Дві краплі.
- Ясна зірка (дует з Н. Корольовою).
- Ти головна любов (дует з Н. Корольовою).
- Без тебе (дует з Н. Корольовою).
- Паличка-виручалочка.

### Кліпи
- «Тому що не можна бути на світі красивою такою»